# Villa Gobernador Etchevehere
Villa Gobernador Etchevere é uma junta de governo da província de Entre Ríos, na Argentina.